# النصب (وشحة)

تعديل مصدري - تعديل

النصب هي إحدى قرى عزلة ضاعن بمديرية وشحة التابعة لمحافظة حجة، بلغ تعداد سكانها 858 نسمة حسب تعداد اليمن لعام 2004.